# Kristelig Folkeparti
Kristelig Folkeparti (kurz KrF; deutsch Christliche Volkspartei) ist eine christdemokratische Partei in Norwegen.

## Geschichte
Die Partei entstand in Reaktion auf die zunehmenden Säkularisierungstendenzen der 1920er und 30er Jahre. Den Anlass für die Parteigründung bildete der gescheiterte Versuch, Nils Lavik als Kandidaten der liberalen Venstre-Partei im Wahlkreis Hordaland aufzustellen. Ingebrigt Bjørø rief daraufhin in Bergen für den 4. September 1933 zur Gründung der KrF auf. Bei der Parlamentswahl am 16. Oktober 1933 erhielt Nils Lavik über 10.000 Wählerstimmen und wurde erster Stortingsabgeordneter seiner Partei.
Von 2001 bis 2005 bildete sie mit Konservativen (Høyre) und Liberalen die norwegische Regierung und stellte mit Kjell Magne Bondevik den Ministerpräsidenten. Ab 2013 tolerierte sie die Minderheitsregierung Solberg. Ein Parteitag votierte nach Wochen der öffentlichen Debatte am 2. November 2018 dafür, selbst in die Regierung einzutreten. Damit wurde die Empfehlung von Parteichef Hareide für ein linkes Bündnis abgelehnt. Im Januar 2019 trat die Partei nach erfolgreichen Koalitionsverhandlungen mit der bestehenden Regierung dieser bei. Hareide trat in der Folge von seiner Position als Vorsitzender zurück, Olaug Bollestad führte die Partei deshalb kurze Zeit interimistisch an.
Am 27. April 2019 wurde Kjell Ingolf Ropstad zum neuen Parteivorsitzenden gewählt. Bei der Stortingwahl 2021 fiel die Kristelig Folkeparti mit nur 3,8 % der Stimmen erstmals nach dem Zweiten Weltkrieg unter die 4-%-Hürde, womit sie nicht am Verhältnisausgleich teilnahm und nur noch drei Abgeordnetensitze erhielt. Bollestad wurde am 13. November 2021 zur neuen Parteivorsitzenden gewählt. Am 22. August 2024 erklärte sie, dass sie vom Amt der Parteivorsitzenden zurücktrete. Dem Rücktritt war unter anderem eine schriftliche Beschwerde an die Parteispitze über Bollestads Führungsstil vorausgegangen. Infolgedessen übernahm Dag Inge Ulstein, der erste stellvertretende Vorsitzende, den Parteivorsitz kommissarisch.
Die KrF ist traditionell eine Mitgliederpartei, viele Mitglieder sind auch in den Kirchengemeinden aktiv.

## Wahlergebnisse
| Stortingswahl | Prozent | Sitze |
| ------------- | ------- | ----- |
| 1933          | 0,8     | 1     |
| 1936          | 1,4     | 2     |
| 1945          | 7,9     | 8     |
| 1949          | 8,5     | 9     |
| 1953          | 10,5    | 14    |
| 1957          | 10,2    | 12    |
| 1961          | 9,6     | 15    |
| 1965          | 8,1     | 13    |
| 1969          | 9,4     | 14    |
| 1973          | 12,3    | 20    |
| 1977          | 12,4    | 22    |
| 1981          | 9,4     | 15    |
| 1985          | 8,3     | 16    |
| 1989          | 8,5     | 14    |
| 1993          | 7,9     | 13    |
| 1997          | 13,7    | 25    |
| 2001          | 12,4    | 22    |
| 2005          | 6,8     | 11    |
| 2009          | 5,5     | 10    |
| 2013          | 5,6     | 10    |
| 2017          | 4,2     | 8     |
| 2021          | 3,8     | 3     |

Wahlergebnisse der KrF nach Kommunen (Wahl 2021)

Die KrF erzielt ihre besten Ergebnisse in Rogaland und auf dem Sørlandet, in küstennahen Orten mit stark religiös geprägten Gemeinschaften. Bei der Stortingswahl 2009 erhielt die KrF in den Kommunen Hægebostad und Audnedal (Provinz Vest-Agder) 30,5 bzw. 31,7 Prozent. In diesen Ortschaften leben viele aktive Christen, sowohl Mitglieder der lutherischen Landeskirche als auch Anhänger unabhängiger Gemeinden, etwa der Pfingstbewegung. Vest-Agder wird auch die «Schnalle am norwegischen Bibelgürtel» genannt. Der Anteil von Kirchgängern, die öfter als sechs Mal im Jahr den Gottesdienst besuchen, liegt hier bei 33 Prozent und damit doppelt so hoch wie im landesweiten Durchschnitt.

## Parteivorsitzende
- Ingebrigt Bjørø, 1933–1938
- Nils Lavik, 1938–1951
- Erling Wikborg, 1951–1955
- Einar Hareide, 1955–1967
- Lars Korvald, 1967–1975
- Kåre Kristiansen, 1975–1977
- Lars Korvald, 1977–1979
- Kåre Kristiansen, 1979–1983
- Kjell Magne Bondevik, 1983–1995
- Valgerd Svarstad Haugland, 1995–2004
- Dagfinn Høybråten, 2004–2011
- Knut Arild Hareide, 2011–2019
- Kjell Ingolf Ropstad, 2019–2021
- Olaug Bollestad, 2021–2024
- Dag Inge Ulstein, 2024–2025 (kommissarisch), seit 2025